# Roudná
Roudná (německy Raudna) je obec v okrese Tábor v Jihočeském kraji. Leží asi pět kilometrů jižně od Plané nad Lužnicí. Žije v ní 582 obyvatel. Na západ od Roudné protéká směrem na severovýchod řeka Lužnice, na které je vodní dílo s elektrárnou. Kolem vesnice vede železniční trať Praha – České Budějovice. Bývala u ní stanice Roudná, ale po vybudování přeložky trati byla zrušena.

## Historie
První písemná zmínka o obci pochází z roku 1381.

## Obyvatelstvo
| Rok            | 1869 | 1880 | 1890 | 1900 | 1910 | 1921 | 1930 | 1950 | 1961 | 1970 | 1980 | 1991 | 2001 | 2011 | 2021 |
| -------------- | ---- | ---- | ---- | ---- | ---- | ---- | ---- | ---- | ---- | ---- | ---- | ---- | ---- | ---- | ---- |
| Počet obyvatel | 548  | 455  | 393  | 393  | 370  | 360  | 464  | 498  | 533  | 533  | 503  | 496  | 520  | 514  | 547  |
| Počet domů     | 71   | 66   | 67   | 68   | 64   | 65   | 104  | 125  | 129  | 138  | 149  | 187  | 199  | 213  | 226  |

## Obecní správa

### Části obce
- Roudná
- Janov

### Obecní symboly
Znak a vlajka byly obci uděleny rozhodnutím předsedy Poslanecké sněmovny Parlamentu České republiky dne 12. května 2016.

## Pamětihodnosti
- Kaple na křižovatce silnic vedoucích k obcím Janov a Planá nad Lužnicí
- Pomník obětem světových válek

## Osobnosti
Na sklonku života zde žil a umřel Jindřich Kàan z Albestů. V Janově se narodil František Josef Studnička (1836–1903), matematik, vysokoškolský profesor, ve školním roce 1888/1889 rektor Univerzity Karlovy, a spisovatel.

## Galerie

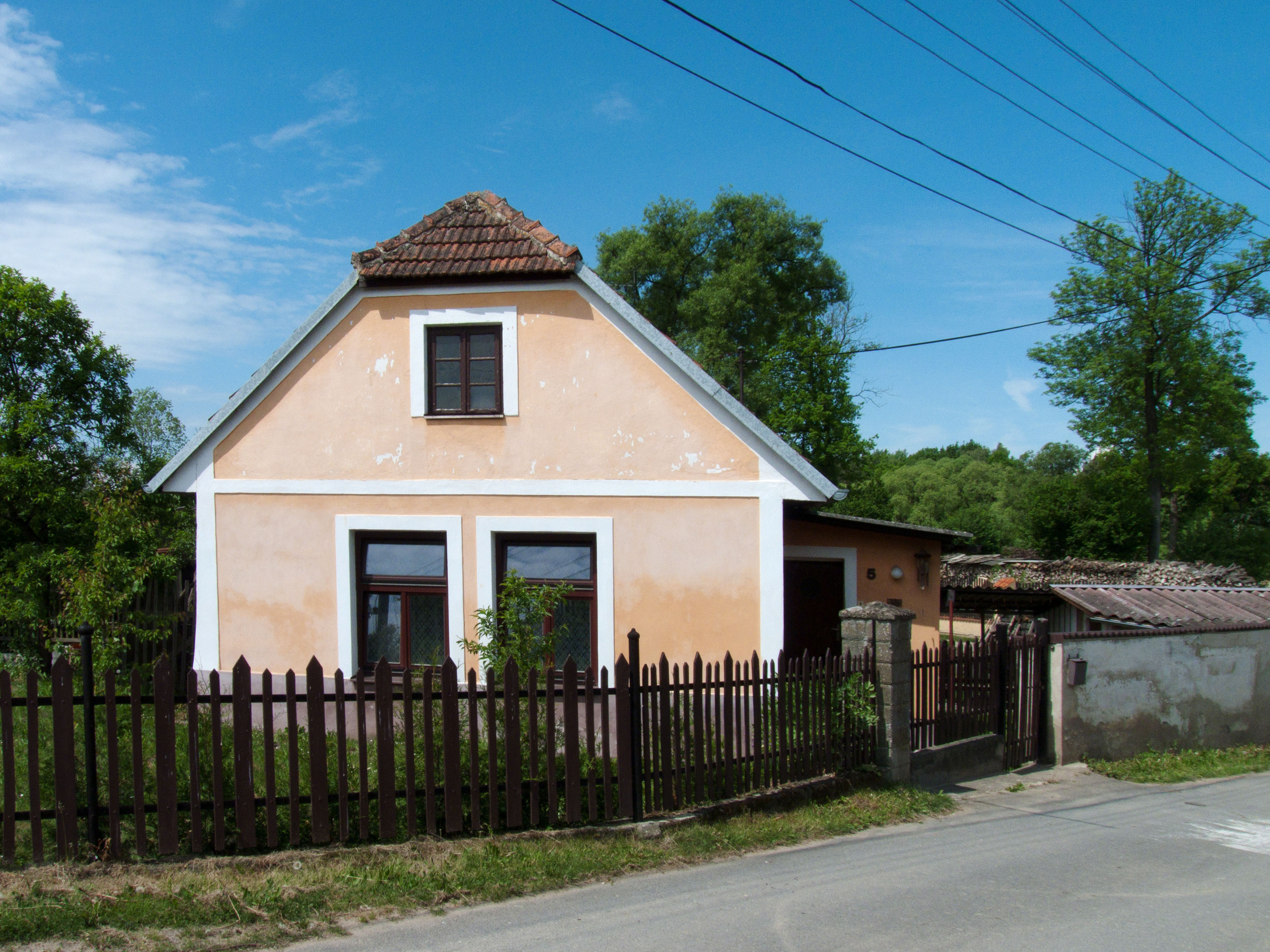
Stavení čp. 5
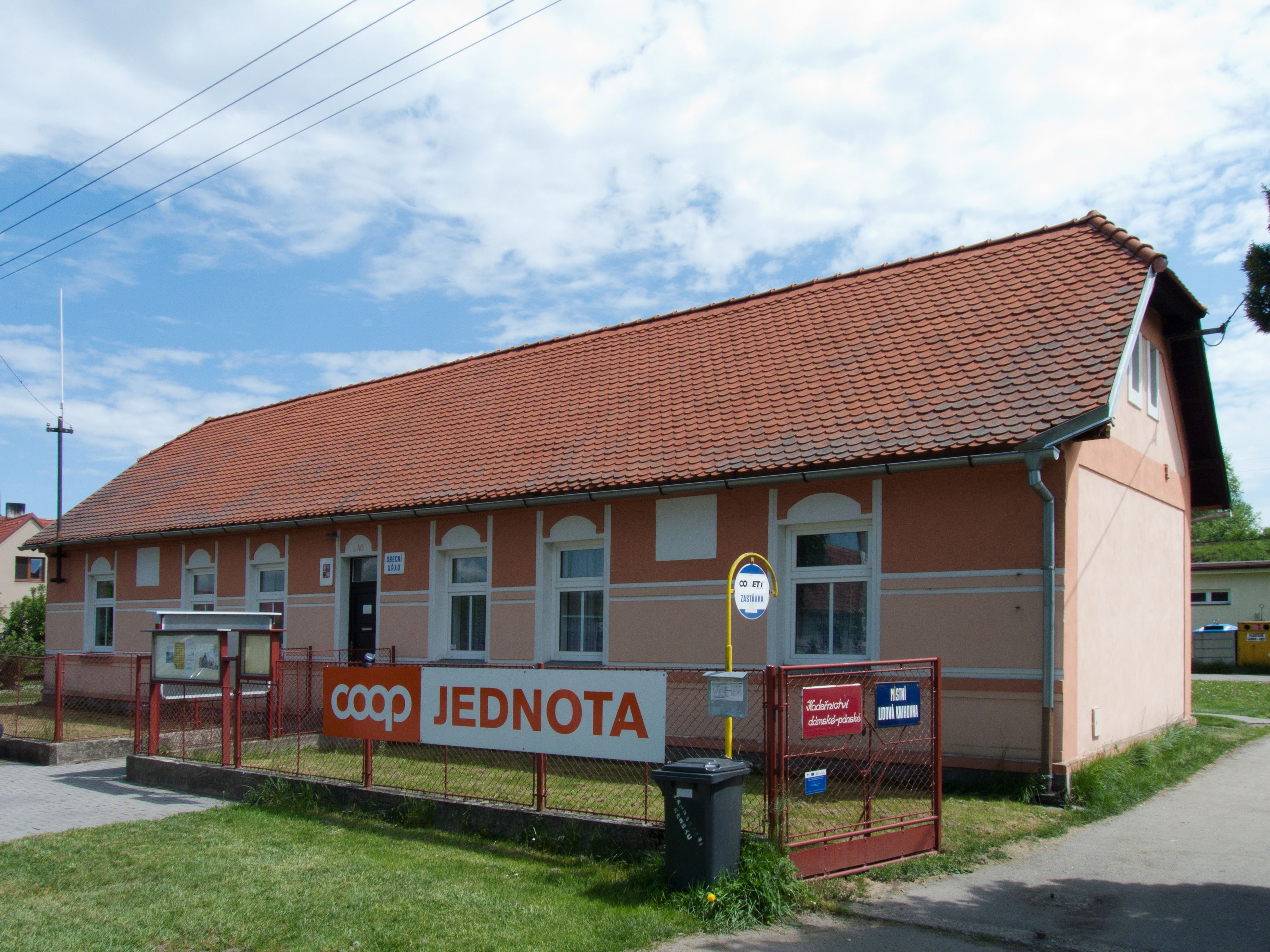
Obchod
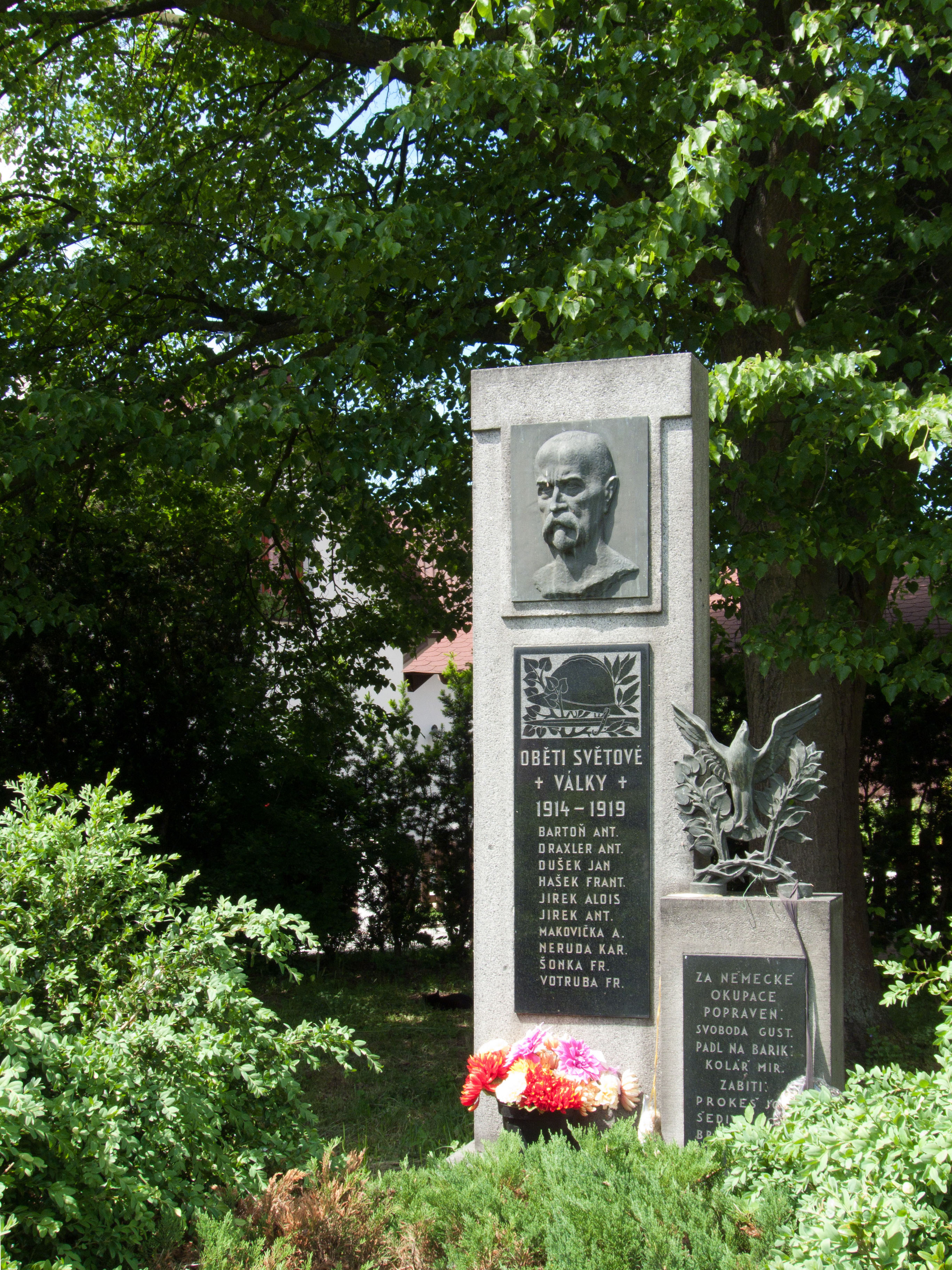
Pomník obětem
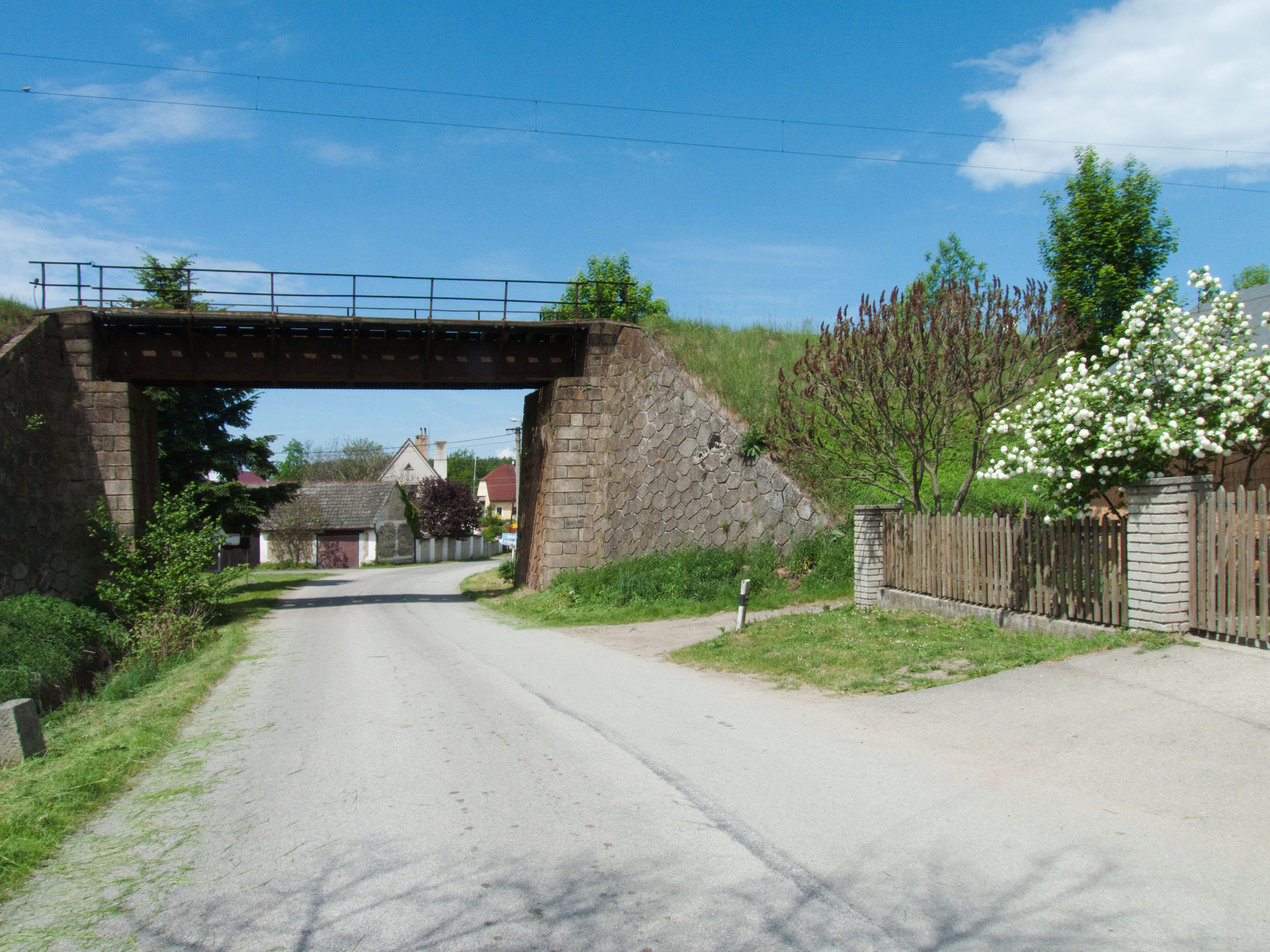
Železniční most